# Форест-Сіті (Флорида)
Форест-Сіті (англ. Forest City) — переписна місцевість (CDP) в США, в окрузі Семінол штату Флорида. Населення — 14 623 особи (2020).

## Географія
Форест-Сіті розташований за координатами 28°39′41″ пн. ш. 81°26′42″ зх. д. / 28.66139° пн. ш. 81.44500° зх. д. (28.661479, -81.444877).  За даними Бюро перепису населення США в 2010 році переписна місцевість мала площу 12,75 км², з яких 11,04 км² — суходіл та 1,71 км² — водойми.

## Демографія
Згідно з переписом 2010 року, у переписній місцевості мешкали 13 854 особи в 5179 домогосподарствах у складі 3604 родин. Густота населення становила 1087 осіб/км².  Було 5603 помешкання (439/км²).
Расовий склад населення:
| - 79,2 % — білих - 8,0 % — чорних або афроамериканців - 4,3 % — азіатів - 0,2 % — корінних американців - 5,2 % — осіб інших рас |

До двох чи більше рас належало 3,1 %. Частка іспаномовних становила 24,4 % від усіх жителів.
За віковим діапазоном населення розподілялося таким чином: 23,3 % — особи молодші 18 років, 64,0 % — особи у віці 18—64 років, 12,7 % — особи у віці 65 років та старші. Медіана віку мешканця становила 39,2 року. На 100 осіб жіночої статі у переписній місцевості припадало 94,0 чоловіків;  на 100 жінок у віці від 18 років та старших — 90,0 чоловіків також старших 18 років.
Середній дохід на одне домашнє господарство  становив 79 135 доларів США (медіана — 56 563), а середній дохід на одну сім'ю — 90 689 доларів (медіана — 60 401). Медіана доходів становила 41 627 доларів для чоловіків та 34 731 долар для жінок. За межею бідності перебувало 12,6 % осіб, у тому числі 9,9 % дітей у віці до 18 років та 13,2 % осіб у віці 65 років та старших.
Цивільне працевлаштоване населення становило 7474 особи. Основні галузі зайнятості: освіта, охорона здоров'я та соціальна допомога — 25,2 %, науковці, спеціалісти, менеджери — 11,7 %, фінанси, страхування та нерухомість — 11,7 %.